# Droga wojewódzka nr 776
Droga wojewódzka nr 776 (DW776) – droga wojewódzka w województwach: małopolskim i świętokrzyskim o długości 80 km, łącząca DK79 w Krakowie z DK73 w Busku-Zdroju. Droga przebiega przez powiaty: grodzki m. Kraków, krakowski, proszowicki, pińczowski, kazimierski i buski.

## Miejscowości leżące przy trasie DW776
- Kraków
- Proszowice
- Kazimierza Wielka
- Wiślica
- Busko-Zdrój.

## Modernizacja drogi w latach 2008-2012

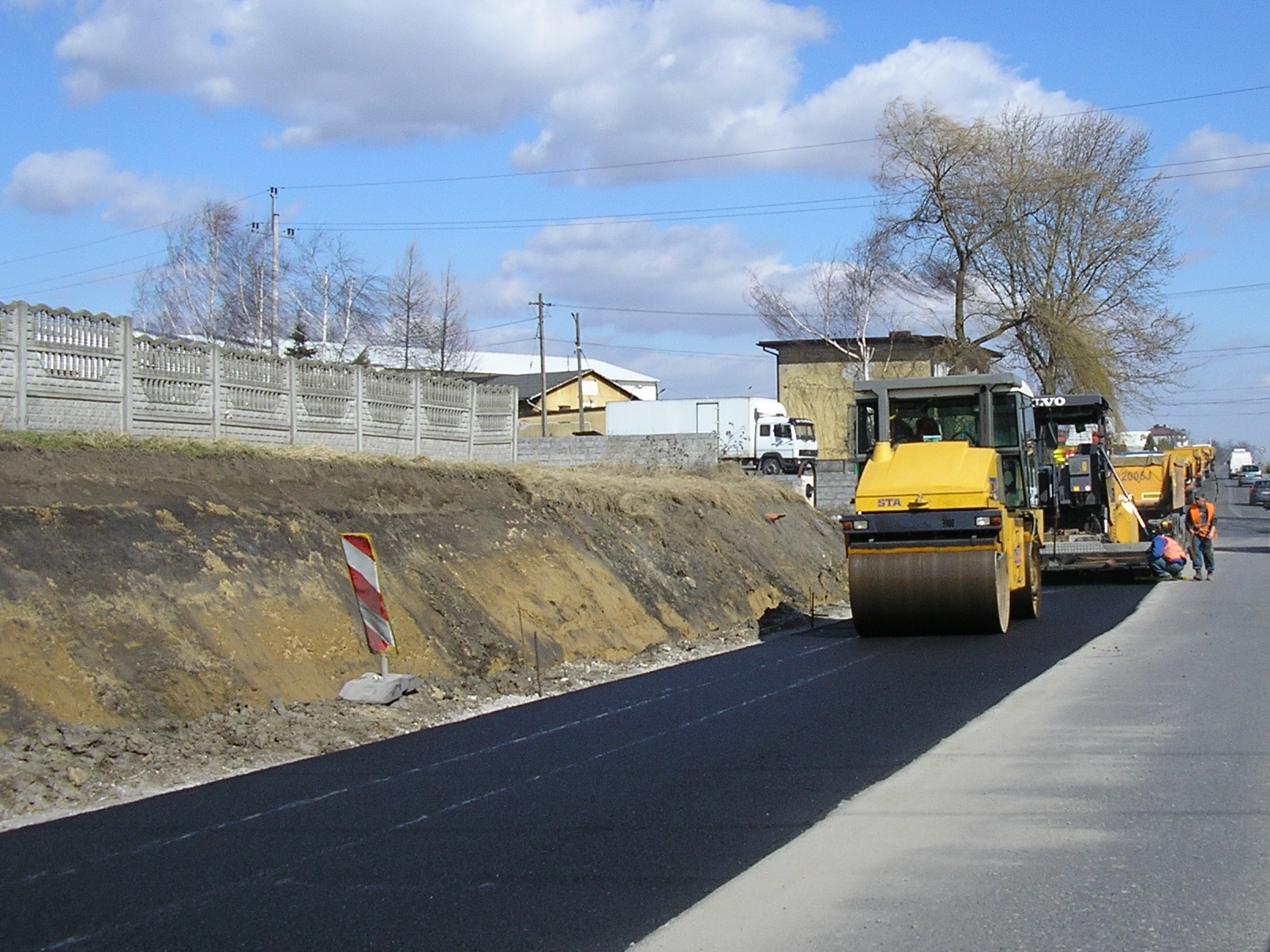
Modernizacja drogi w Posądzy 24 marca 2011

Od roku 2008 prowadzone są prace projektowe, a od 2010 budowlane. Na odcinku od Krakowa do Kocmyrzowa droga doprowadzana jest do statusu drogi dwujezdniowej, a dalej do Ostrowa poszerzona do 7 m. Powstaje obwodnica Prus, Kocmyrzowa i Proszowic. Odnawiana jest infrastruktura (zatoki przystankowe, nowe odcinki chodników). Planowane zakończenie modernizacji w województwie małopolskim przypadało na 30 września 2011. Inwestycja finansowana była z funduszy Unii Europejskiej i budżetu województwa małopolskiego.
W marcu 2011 został ogłoszony przetarg na modernizację drogi w województwie świętokrzyskim.

## Zmiany po 2022
We wrześniu 2022 podjęto uchwały, a 1 stycznia 2023 skrócono przebieg przez Kraków dostosowując się do zasady, aby droga wojewódzka kończyła się na drogach tej samej lub wyższej kategorii. Wcześniej DW776 kończyła przebieg na ul. Kamieńskiego, dawnym przebiegu DK4, natomiast po zmianie rozpoczyna się na skrzyżowaniu z DK79.
Od 2023 trwają prace budowlane na ul. Kocmyrzowskiej w Krakowie. Od węzła Grębałów do Prus droga przebudowana będzie do drogi dwujezdniowej i będzie kontynuowana przebudowaną drogą w 2012.